# Pompeii (singolo)
Pompeii è un singolo del gruppo musicale britannico Bastille, pubblicato il 24 febbraio 2013 come quarto estratto dal primo album in studio Bad Blood. La canzone è entrata a far parte della colonna sonora di PES 2015, videogioco di calcio della Konami. 

## Video musicale
Il videoclip per accompagnare l'uscita del singolo è stato pubblicato su YouTube il 20 gennaio 2013 per una lunghezza totale di tre minuti e 53 secondi. Il video segue il frontman dei Bastille Dan Smith mentre vaga per una Los Angeles apparentemente deserta, prima di rendersi conto che le poche persone intorno a lui hanno occhi neri innaturali e vuoti. Ruba un'auto e guida nel deserto per scappare da loro, ma l'auto si rompe e presto si rende conto di essere stato infettato anche lui. Si arrampica su una montagna e guarda il panorama, prima di voltarsi per rivelare che anche i suoi occhi sono diventati neri. La storia è un'allegoria dell'eruzione del Vesuvio del 79 a Pompei.

## Tracce
Download digitale
1. Pompeii – 3:34
2. Poet – 2:44
3. Pompeii (Tyde Remix) – 4:22
4. Pompeii (Monsieur Adi Remix) – 4:23
5. Pompeii (Kat Krazy Remix) – 3:37

## Formazione
- Dan Smith – voce, tastiera, pianoforte, programmazione
- William Farquarson – basso
- Mark Crew – tastiera, programmazione
- Chris "Woody" Wood – batteria
- Ralph Pelleymounter, Jon Willoughby, Ian Dudfield e Josh Platman – cori

## Classifiche

### Classifiche settimanali
| Classifica (2013) | Posizione massima |
| ----------------- | ----------------- |
| Australia         | 4                 |
| Austria           | 3                 |
| Belgio (Fiandre)  | 3                 |
| Belgio (Vallonia) | 35                |
| Danimarca         | 21                |
| Francia           | 96                |
| Germania          | 6                 |
| Irlanda           | 1                 |
| Italia            | 2                 |
| Lussemburgo       | 6                 |
| Norvegia          | 13                |
| Nuova Zelanda     | 8                 |
| Paesi Bassi       | 18                |
| Regno Unito       | 2                 |
| Repubblica Ceca   | 49                |
| Spagna            | 94                |
| Slovacchia        | 13                |
| Svezia            | 6                 |
| Svizzera          | 5                 |

### Classifiche di fine anno
| Classifica (2013) | Posizione |
| ----------------- | --------- |
| Italia            | 10        |
| Classifica (2014) | Posizione |
| Italia            | 78        |

## Date di pubblicazione
| Paese       | Data di pubblicazione | Formato              |
| ----------- | --------------------- | -------------------- |
| Regno Unito | 24 febbraio 2013      | 7" download digitale |